# スルカトンレダクターゼ
スルカトンレダクターゼ（sulcatone reductase）は、次の化学反応を触媒する酸化還元酵素である。
すなわち、この酵素の基質はスルカトールとNAD+、生成物はスルカトンとNADHとH+である。
組織名はsulcatol:NAD+ oxidoreductaseである。